# Солидарность (Швейцария)
«Солидарность» (фр. solidaritéS) — швейцарская левая антикапиталистическая политическая партия троцкистского толка, действующая во франкоязычной части Швейцарии: кантонах Женева, Фрибур, Невшатель, Во.

## История
Партия была основана в 1992 году в Женеве в результате слияния выходцев из местной секции Четвёртого Интернационала Социалистической рабочей партии и ещё одной марксистской организации поколения протестов 1968 года — «За коммунизм». Также в партию вошли другие политические и профсоюзные активисты.
С 1993 года они участвовали в выборах в блоке Альянс левых (Левый союз, AdG) с Швейцарской партией труда и независимыми левыми. Альянс просуществовал до кантональных выборов 13 ноября 2005 года, на которых раскололся на два отдельных списка — вокруг Партии труда (6,9 %), и вокруг движения SolidaritéS (6,7 %), — однако ни один из них не преодолел электоральный барьер в 7 %. 
Несмотря на раскол, с 2006 года «Солидарность» будет и впредь содействовать перегруппировке тех же сил, к которым также присоединится ещё одна небольшая коммуническая группа, в рамках новой коалиции в Женеве À gauche tout!. В 2011 году с участием «Солидарности» и её союзников было запущено федеральное движение «Левые» и женевский избирательный список «Вместе слева» (Ensemble à gauche).
В 2003 году член партии «Солидарность» Пьер Ванек был избран в Национальный совет Швейцарии.
В 2017 году партия на референдуме агитировала против повышения пенсионного возраста (с 64 до 65 лет), поддержанного Социалистической партией.
В 2019 году партия вновь участвовала в федеральных выборах в блоке с Партией труда «Ensemble à gauche — SolidaritéS — DAL». По итогам блок получил 2 места в Национальном совете, одно из которых в итоге заняла представительница «Солидарности» — Жоселин Халлер отказалась от своего места, и оно в итоге перешло к её соратнице по Ensemble à gauche Стефани Прециозо.
На выборах в Национальный совет в 2023 году вновь участвовала совместно с Партией труда. В этот раз им не удалось провести в Совет ни одного представителя.

## Политическая доктрина
Организация выступает за революционное преобразование общества на социалистических и демократических основах.
Партия выступает против капитализма и расизма, за феминизм и экологическую повестку, что было утверждено на её съезде 2009 года.

## Партийная печать
Партия дважды в месяц издает журнал «solidaritéS» (Солидарность). Темами журнала являются швейцарская региональная и федеральная политика, эмансипация труда, феминизм, вопросы расизма и миграции, экология, культура.

## Международные отношения
«Солидарность» является членом Европейских антикапиталистических левых. Также имеет статус наблюдателя в Четвертом Интернационале (воссоединенном).